# هاريسون بيرد براون
هاريسون بيرد براون (بالإنجليزية: Harrison Bird Brown)‏ هو رسام أمريكي، ولد في 1831، وتوفي في 1915 في لندن في المملكة المتحدة.